# Föreningen Svenskt Landskapsskydd
Föreningen Svenskt Landskapsskydd (FSL) är en förening som sedan 1999 verkar för att synliggöra det som föreningen ser som den pågående och planerade klimatpolitikens generella biverkningar som miljöförstöring, minskad tillväxt och storskaliga etableringar av vindkraft. Föreningen kan ses som en motpol till de storskaliga vindkraftsexploatörerna.

## Verksamhet
Föreningen verkar dels på riksnivå med uppvaktningar och skrivelser till regering, riksdag, myndigheter med flera, och dels genom de regionala och lokala föreningar som är anslutna. Man är även remissinstans i vindkraftsutredningar och för vindkraftsfrågor, hos bl.a. Miljödepartementet och Västra Götalandsregionen.
Föreningen har i debattartiklar argumenterat för en modernisering eller nybyggnad av kärnkraft, vattenkraft och biokraft i Sverige.

## Kritik
Föreningen har kritiserats för att överdriva vindkraftens negativa verkningar av bland annat vindindustrin, representanter för Lantbrukarnas riksförbund med flera.